# Richard Sánchez (calciatore 1994)
Richard Sánchez Alcaraz (Mission Hills, 5 aprile 1994) è un calciatore statunitense naturalizzato messicano, portiere del San Antonio FC.

## Carriera

### Nazionale
Nel 2013 ha preso parte al campionato nordamericano Under-20 ed al Mondiale Under-20 in qualità di portiere titolare del Messico.

## Palmarès

### Club

#### Competizioni nazionali
- Campionato messicano: 1

Tigres UANL: Apertura 2015